# Quassin
Quassin ist ein Naturstoff, der zur Gruppe der Quassinoide gehört. Er kann aus Bitterholzgewächsen gewonnen werden und wird in der Lebensmittelindustrie als Bitterstoff verwendet.

## Eigenschaften
Das Quassin besteht aus einem C20-Picrasan-Gerüst. Dieses entsteht aus dem Triterpen-Grundgerüst nach dem Verlust von zehn Kohlenstoffatomen. Es schmeckt auch bei einer Verdünnung von 1:60000 noch bitter.

## Vorkommen

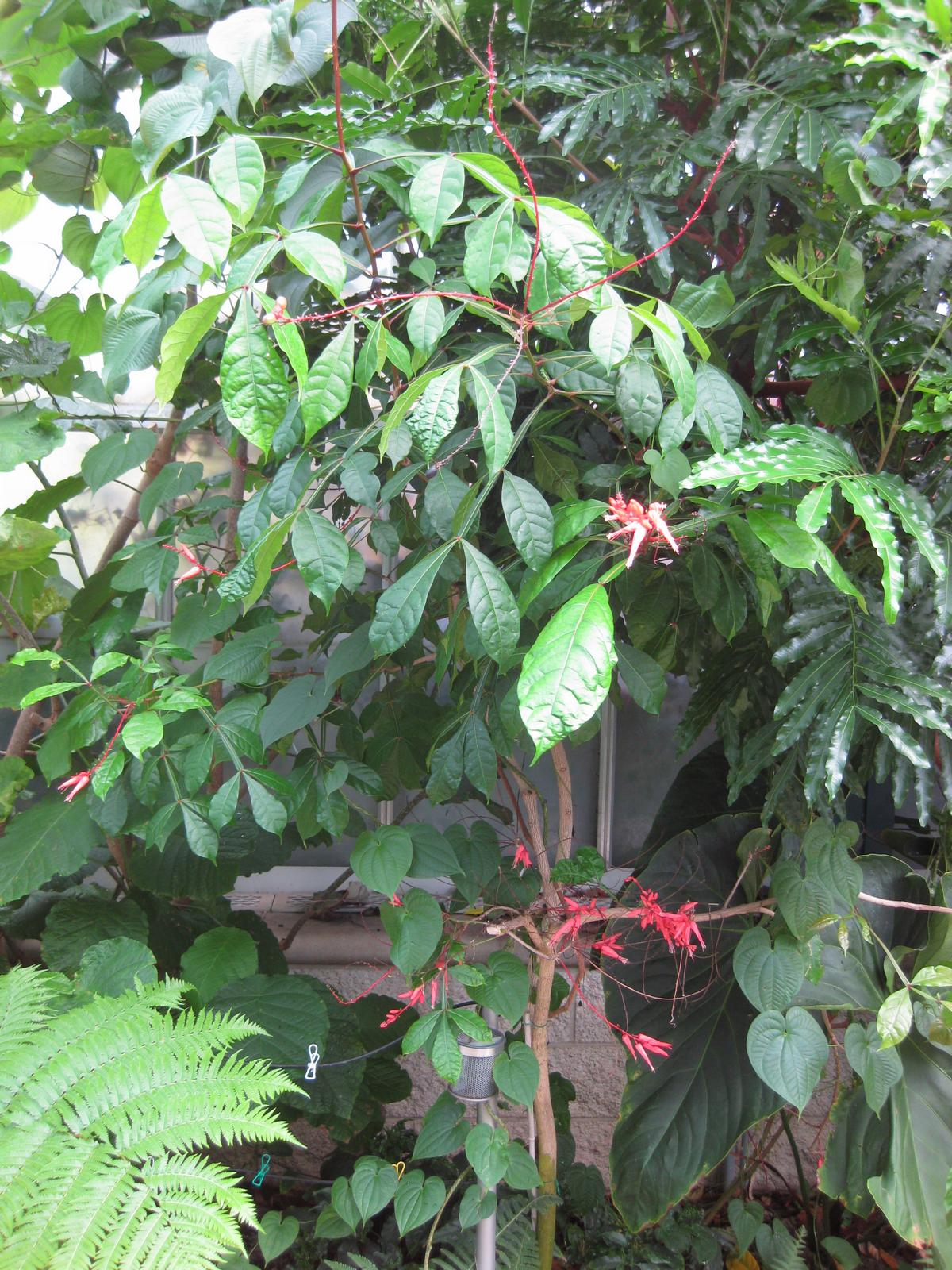
Quassia amara

Die Quassinoide und somit auch das Quassin selbst kommen in Bitterholzgewächsen vor. Dazu zählen die Gattungen Quassia amara und Picrasma excelsa.

## Wirkung
Auf Insekten wirkt dieser sehr bitter schmeckende Naturstoff fraßhemmend. Zusätzlich wirkt es parenteral verabreicht toxisch. Es führt die Senkung der Herzfrequenz, Muskelzittern und Lähmungserscheinungen herbei.

## Verwendung
Im Lebensmittelbereich wird Quassin als Bitterstoff eingesetzt.
Beim Pflanzenschutz wird Quassi-Extrakt, welches auch Quassin enthält, als Kontakt- und Fraßgift zur Bekämpfung von beispielsweise Blattläusen und Sägewespen eingesetzt.

## Rechtliche Situation
Quassin wurde durch den Anhang III Teil A der europäischen Aromaverordnung (Verordnung (EG) Nr. 1334/2008) vom 16. Dezember 2008 erstmals mit aufgenommen. Der Aromastoff zählt somit zu den Stoffen, die Lebensmitteln nicht als solche zugesetzt werden dürfen. In Anhang III Teil B werden die Höchstmengenbeschränkungen des natürlich vorkommenden Stoffes festgehalten. Es besteht eine Höchstmengenbeschränkung von 0,5 Milligramm Quassin pro Kilogramm des alkoholfreien Getränks. Bei alkoholischen Getränken liegt die Grenze bei 1,5 Milligramm pro Kilogramm Getränk. Backwaren dürfen ein Milligramm Quassin pro Kilogramm Lebensmittel enthalten.